# Limnophila barteri
Limnophila barteri är en grobladsväxtart som beskrevs av Sidney Alfred Skan. Limnophila barteri ingår i släktet Limnophila och familjen grobladsväxter. Inga underarter finns listade i Catalogue of Life.